# Jayne Wisener

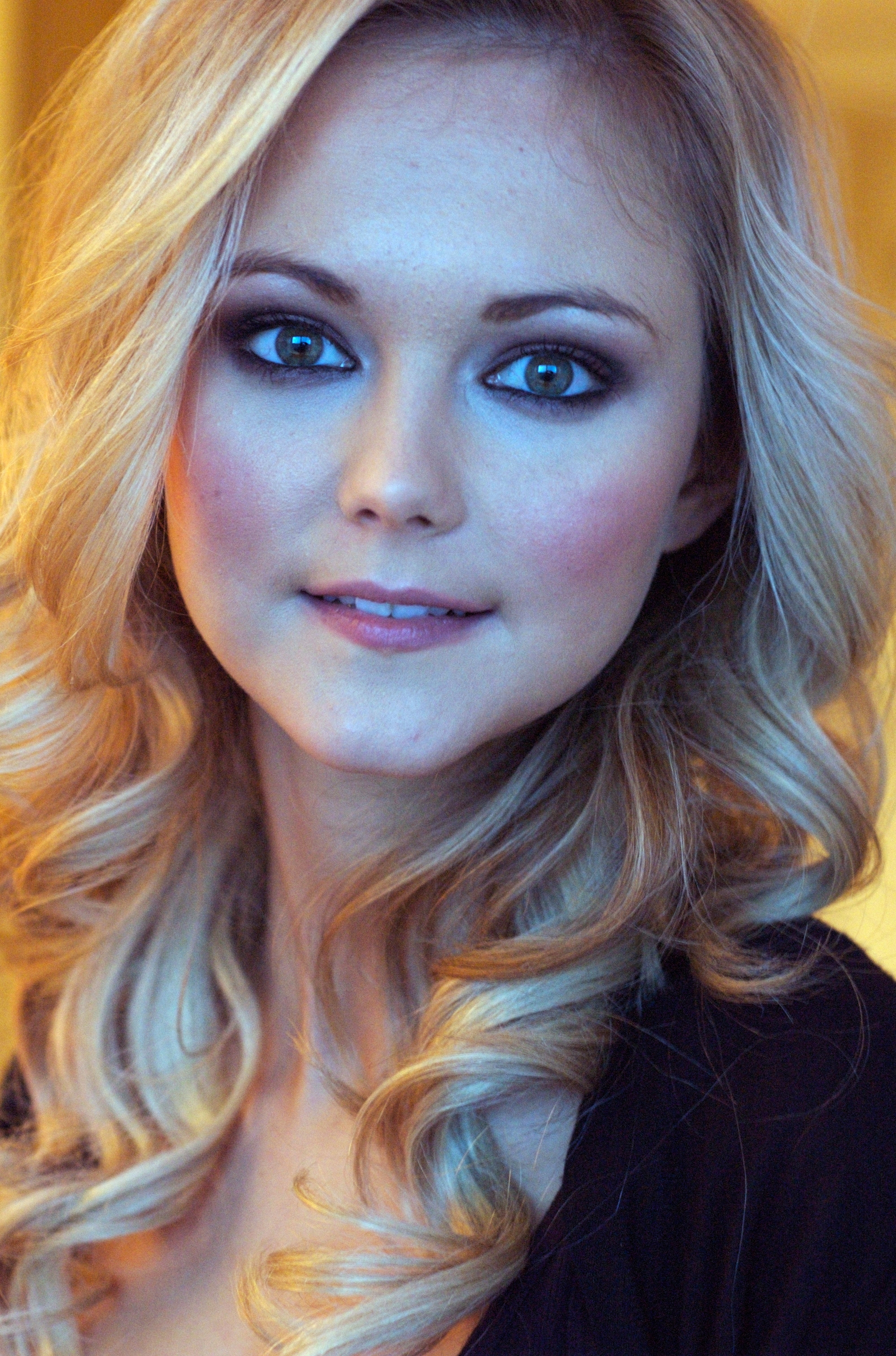
Jayne Wisener (2008)

Jayne Wisener (* 19. Mai 1987 in Ballymoney, Nordirland) ist eine britische Schauspielerin und Sängerin.

## Persönliches
Wisener wurde in Ballymoney geboren und wuchs in Coleraine, Nordirland, auf, wo sie die Coleraine High School für Mädchen besuchte. 2005 repräsentierte sie das County Antrim im Wettbewerb Rose of Tralee. Sie nahm auch am Musical 4 Youth teil sowie an einer Workshop-Produktion von Falling.
Während sie in einer Jugendproduktion der West Side Story im Millennium Forum in Derry spielte, wurde sie von einem Talentscout entdeckt, der sie um die Teilnahme an einem Vorsprechen für den Musicalfilm Sweeney Todd bat. Später wurde Wisener mit 19 Jahren jedoch als zu alt für die Rolle der 15-jährigen Johanna Barker erachtet. Daraufhin mailte sie den Produzenten einige Bilder, auf denen sie ungeschminkt war, obwohl „junges Aussehen einer Schauspielerin normal keinen Gefallen bringt, war [sie] wirklich zufrieden mit dem Ergebnis“ und bekam die Rolle. Nachdem sie ein Jahr an der Royal Scottish Academy of Music and Drama studierte, verließ sie diese, da sie die Rolle in Sweeney Todd bekam.
Ihr Bühnendebüt in Großbritannien gab sie 2007 bei der Premiere des Musicals Parade im Donmar Warehouse. Danach erschien sie in der Rolle der Amy in Boogeyman 3 und im November 2008 in der Rolle der Sophie in der Londoner West-End-Produktion des neuen Musicals The lost Christmas von Laurence Mark Wythe, welches in den Trafgalgar Studios aufgeführt wurde.
2009 hatte sie eine Gastrolle in der Serie The Inbetweeners. Von 2009 bis 2010 spielte sie in dem Bühnenstück The Secret Garden die Rolle der Mary Lennox im West Yorkshire Playhouse. 2010 spielte Wisener die Hauptrolle Jay in dem britischen Film Life just is. Sie spielt in dem Film mit Paul Nicholls ein Paar, welches seine komplexe Beziehung retten will.
Im Mai 2011 spielte sie in der Fernsehserie The Runaway die junge Frau Sally, die in einem Frauengefängnis lebt, basierend auf Martina Coles gleichnamigen Roman (deutsch „Das Gefängnis“). Ebenfalls 2011 spielte sie das Kindermädchen Bessie Lee in der Romanverfilmung „Jane Eyre“. Ein weiterer Erfolg kam 2012 mit der von der BBC produzierten Serie 6Degrees hinzu. Weitere Film- und Fernsehauftritte folgten, ihr diesbezügliches Schaffen umfasst rund zwei Dutzend Produktionen.

## Filmografie (Auswahl)
- 2007: Sweeney Todd – Der teuflische Barbier aus der Fleet Street (Sweeney Todd: The Demon Barber of Fleet Street)
- 2008: Boogeyman 3
- 2009: Der Aufpasser (Fernsehserie, Episode 1x04)
- 2009: The Inbetweeners  (Fernsehserie, Episode 2x01)
- 2010: Casualty (Fernsehserie, fünf Episoden)
- 2011: Jane Eyre
- 2011: Injustice (Miniserie, vier Episoden)
- 2012: Life just is
- 2012: Nick Nickleby (Fernsehserie, fünf Episoden)
- 2012–2015: 6Degrees (Fernsehserie, 18 Episoden)
- 2014: Unsinkable